# Шаньшин, Валерий Юрьевич
Вале́рий Ю́рьевич Ша́ньшин (21 апреля 1961, Ош, Киргизская ССР) — российский, ранее советский, шахматный композитор; международный гроссмейстер (2007), международный арбитр по шахматной композиции (1998). Раклист высшего разряда.
С 1978 года опубликовал свыше 520 задач и этюдов, преимущественно двухходовки, из них бо́льшая часть отмечена отличиями. На конкурсах завоевал свыше 200 призов и призовых мест, в том числе более 70 первых. Чемпион мира 1989—1992 годов (4-й WCCT) в составе команды СССР, чемпион мира 2005—2008 годов (8-й WCCT), 2012—2013 годов (9-й WCCT) и 2016—2017 годов (10-й WCCT) в составе команды России. Рейтинг в Альбомах ФИДЕ на 24 августа 2023 года — 122,41 балла.

## Задачи
|   | a | b | c | d | e | f | g | h |   |
| - | --- | --- | --- | --- | --- | --- | --- | --- | - |
| 8 | a8 белый король · e7 белый слон · g7 чёрный слон · h7 белый ферзь · a6 чёрная пешка · g6 чёрная ладья · h6 чёрный ферзь · a5 чёрная пешка · b5 чёрная пешка · d5 белый конь · f5 белая ладья · b4 белая пешка · c4 чёрный король · d3 белая ладья · e3 белая пешка · e2 белая пешка · g2 чёрная ладья · h1 белый слон | a8 белый король · e7 белый слон · g7 чёрный слон · h7 белый ферзь · a6 чёрная пешка · g6 чёрная ладья · h6 чёрный ферзь · a5 чёрная пешка · b5 чёрная пешка · d5 белый конь · f5 белая ладья · b4 белая пешка · c4 чёрный король · d3 белая ладья · e3 белая пешка · e2 белая пешка · g2 чёрная ладья · h1 белый слон | a8 белый король · e7 белый слон · g7 чёрный слон · h7 белый ферзь · a6 чёрная пешка · g6 чёрная ладья · h6 чёрный ферзь · a5 чёрная пешка · b5 чёрная пешка · d5 белый конь · f5 белая ладья · b4 белая пешка · c4 чёрный король · d3 белая ладья · e3 белая пешка · e2 белая пешка · g2 чёрная ладья · h1 белый слон | a8 белый король · e7 белый слон · g7 чёрный слон · h7 белый ферзь · a6 чёрная пешка · g6 чёрная ладья · h6 чёрный ферзь · a5 чёрная пешка · b5 чёрная пешка · d5 белый конь · f5 белая ладья · b4 белая пешка · c4 чёрный король · d3 белая ладья · e3 белая пешка · e2 белая пешка · g2 чёрная ладья · h1 белый слон | a8 белый король · e7 белый слон · g7 чёрный слон · h7 белый ферзь · a6 чёрная пешка · g6 чёрная ладья · h6 чёрный ферзь · a5 чёрная пешка · b5 чёрная пешка · d5 белый конь · f5 белая ладья · b4 белая пешка · c4 чёрный король · d3 белая ладья · e3 белая пешка · e2 белая пешка · g2 чёрная ладья · h1 белый слон | a8 белый король · e7 белый слон · g7 чёрный слон · h7 белый ферзь · a6 чёрная пешка · g6 чёрная ладья · h6 чёрный ферзь · a5 чёрная пешка · b5 чёрная пешка · d5 белый конь · f5 белая ладья · b4 белая пешка · c4 чёрный король · d3 белая ладья · e3 белая пешка · e2 белая пешка · g2 чёрная ладья · h1 белый слон | a8 белый король · e7 белый слон · g7 чёрный слон · h7 белый ферзь · a6 чёрная пешка · g6 чёрная ладья · h6 чёрный ферзь · a5 чёрная пешка · b5 чёрная пешка · d5 белый конь · f5 белая ладья · b4 белая пешка · c4 чёрный король · d3 белая ладья · e3 белая пешка · e2 белая пешка · g2 чёрная ладья · h1 белый слон | a8 белый король · e7 белый слон · g7 чёрный слон · h7 белый ферзь · a6 чёрная пешка · g6 чёрная ладья · h6 чёрный ферзь · a5 чёрная пешка · b5 чёрная пешка · d5 белый конь · f5 белая ладья · b4 белая пешка · c4 чёрный король · d3 белая ладья · e3 белая пешка · e2 белая пешка · g2 чёрная ладья · h1 белый слон | 8 |
| 7 | a8 белый король · e7 белый слон · g7 чёрный слон · h7 белый ферзь · a6 чёрная пешка · g6 чёрная ладья · h6 чёрный ферзь · a5 чёрная пешка · b5 чёрная пешка · d5 белый конь · f5 белая ладья · b4 белая пешка · c4 чёрный король · d3 белая ладья · e3 белая пешка · e2 белая пешка · g2 чёрная ладья · h1 белый слон | a8 белый король · e7 белый слон · g7 чёрный слон · h7 белый ферзь · a6 чёрная пешка · g6 чёрная ладья · h6 чёрный ферзь · a5 чёрная пешка · b5 чёрная пешка · d5 белый конь · f5 белая ладья · b4 белая пешка · c4 чёрный король · d3 белая ладья · e3 белая пешка · e2 белая пешка · g2 чёрная ладья · h1 белый слон | a8 белый король · e7 белый слон · g7 чёрный слон · h7 белый ферзь · a6 чёрная пешка · g6 чёрная ладья · h6 чёрный ферзь · a5 чёрная пешка · b5 чёрная пешка · d5 белый конь · f5 белая ладья · b4 белая пешка · c4 чёрный король · d3 белая ладья · e3 белая пешка · e2 белая пешка · g2 чёрная ладья · h1 белый слон | a8 белый король · e7 белый слон · g7 чёрный слон · h7 белый ферзь · a6 чёрная пешка · g6 чёрная ладья · h6 чёрный ферзь · a5 чёрная пешка · b5 чёрная пешка · d5 белый конь · f5 белая ладья · b4 белая пешка · c4 чёрный король · d3 белая ладья · e3 белая пешка · e2 белая пешка · g2 чёрная ладья · h1 белый слон | a8 белый король · e7 белый слон · g7 чёрный слон · h7 белый ферзь · a6 чёрная пешка · g6 чёрная ладья · h6 чёрный ферзь · a5 чёрная пешка · b5 чёрная пешка · d5 белый конь · f5 белая ладья · b4 белая пешка · c4 чёрный король · d3 белая ладья · e3 белая пешка · e2 белая пешка · g2 чёрная ладья · h1 белый слон | a8 белый король · e7 белый слон · g7 чёрный слон · h7 белый ферзь · a6 чёрная пешка · g6 чёрная ладья · h6 чёрный ферзь · a5 чёрная пешка · b5 чёрная пешка · d5 белый конь · f5 белая ладья · b4 белая пешка · c4 чёрный король · d3 белая ладья · e3 белая пешка · e2 белая пешка · g2 чёрная ладья · h1 белый слон | a8 белый король · e7 белый слон · g7 чёрный слон · h7 белый ферзь · a6 чёрная пешка · g6 чёрная ладья · h6 чёрный ферзь · a5 чёрная пешка · b5 чёрная пешка · d5 белый конь · f5 белая ладья · b4 белая пешка · c4 чёрный король · d3 белая ладья · e3 белая пешка · e2 белая пешка · g2 чёрная ладья · h1 белый слон | a8 белый король · e7 белый слон · g7 чёрный слон · h7 белый ферзь · a6 чёрная пешка · g6 чёрная ладья · h6 чёрный ферзь · a5 чёрная пешка · b5 чёрная пешка · d5 белый конь · f5 белая ладья · b4 белая пешка · c4 чёрный король · d3 белая ладья · e3 белая пешка · e2 белая пешка · g2 чёрная ладья · h1 белый слон | 7 |
| 6 | a8 белый король · e7 белый слон · g7 чёрный слон · h7 белый ферзь · a6 чёрная пешка · g6 чёрная ладья · h6 чёрный ферзь · a5 чёрная пешка · b5 чёрная пешка · d5 белый конь · f5 белая ладья · b4 белая пешка · c4 чёрный король · d3 белая ладья · e3 белая пешка · e2 белая пешка · g2 чёрная ладья · h1 белый слон | a8 белый король · e7 белый слон · g7 чёрный слон · h7 белый ферзь · a6 чёрная пешка · g6 чёрная ладья · h6 чёрный ферзь · a5 чёрная пешка · b5 чёрная пешка · d5 белый конь · f5 белая ладья · b4 белая пешка · c4 чёрный король · d3 белая ладья · e3 белая пешка · e2 белая пешка · g2 чёрная ладья · h1 белый слон | a8 белый король · e7 белый слон · g7 чёрный слон · h7 белый ферзь · a6 чёрная пешка · g6 чёрная ладья · h6 чёрный ферзь · a5 чёрная пешка · b5 чёрная пешка · d5 белый конь · f5 белая ладья · b4 белая пешка · c4 чёрный король · d3 белая ладья · e3 белая пешка · e2 белая пешка · g2 чёрная ладья · h1 белый слон | a8 белый король · e7 белый слон · g7 чёрный слон · h7 белый ферзь · a6 чёрная пешка · g6 чёрная ладья · h6 чёрный ферзь · a5 чёрная пешка · b5 чёрная пешка · d5 белый конь · f5 белая ладья · b4 белая пешка · c4 чёрный король · d3 белая ладья · e3 белая пешка · e2 белая пешка · g2 чёрная ладья · h1 белый слон | a8 белый король · e7 белый слон · g7 чёрный слон · h7 белый ферзь · a6 чёрная пешка · g6 чёрная ладья · h6 чёрный ферзь · a5 чёрная пешка · b5 чёрная пешка · d5 белый конь · f5 белая ладья · b4 белая пешка · c4 чёрный король · d3 белая ладья · e3 белая пешка · e2 белая пешка · g2 чёрная ладья · h1 белый слон | a8 белый король · e7 белый слон · g7 чёрный слон · h7 белый ферзь · a6 чёрная пешка · g6 чёрная ладья · h6 чёрный ферзь · a5 чёрная пешка · b5 чёрная пешка · d5 белый конь · f5 белая ладья · b4 белая пешка · c4 чёрный король · d3 белая ладья · e3 белая пешка · e2 белая пешка · g2 чёрная ладья · h1 белый слон | a8 белый король · e7 белый слон · g7 чёрный слон · h7 белый ферзь · a6 чёрная пешка · g6 чёрная ладья · h6 чёрный ферзь · a5 чёрная пешка · b5 чёрная пешка · d5 белый конь · f5 белая ладья · b4 белая пешка · c4 чёрный король · d3 белая ладья · e3 белая пешка · e2 белая пешка · g2 чёрная ладья · h1 белый слон | a8 белый король · e7 белый слон · g7 чёрный слон · h7 белый ферзь · a6 чёрная пешка · g6 чёрная ладья · h6 чёрный ферзь · a5 чёрная пешка · b5 чёрная пешка · d5 белый конь · f5 белая ладья · b4 белая пешка · c4 чёрный король · d3 белая ладья · e3 белая пешка · e2 белая пешка · g2 чёрная ладья · h1 белый слон | 6 |
| 5 | a8 белый король · e7 белый слон · g7 чёрный слон · h7 белый ферзь · a6 чёрная пешка · g6 чёрная ладья · h6 чёрный ферзь · a5 чёрная пешка · b5 чёрная пешка · d5 белый конь · f5 белая ладья · b4 белая пешка · c4 чёрный король · d3 белая ладья · e3 белая пешка · e2 белая пешка · g2 чёрная ладья · h1 белый слон | a8 белый король · e7 белый слон · g7 чёрный слон · h7 белый ферзь · a6 чёрная пешка · g6 чёрная ладья · h6 чёрный ферзь · a5 чёрная пешка · b5 чёрная пешка · d5 белый конь · f5 белая ладья · b4 белая пешка · c4 чёрный король · d3 белая ладья · e3 белая пешка · e2 белая пешка · g2 чёрная ладья · h1 белый слон | a8 белый король · e7 белый слон · g7 чёрный слон · h7 белый ферзь · a6 чёрная пешка · g6 чёрная ладья · h6 чёрный ферзь · a5 чёрная пешка · b5 чёрная пешка · d5 белый конь · f5 белая ладья · b4 белая пешка · c4 чёрный король · d3 белая ладья · e3 белая пешка · e2 белая пешка · g2 чёрная ладья · h1 белый слон | a8 белый король · e7 белый слон · g7 чёрный слон · h7 белый ферзь · a6 чёрная пешка · g6 чёрная ладья · h6 чёрный ферзь · a5 чёрная пешка · b5 чёрная пешка · d5 белый конь · f5 белая ладья · b4 белая пешка · c4 чёрный король · d3 белая ладья · e3 белая пешка · e2 белая пешка · g2 чёрная ладья · h1 белый слон | a8 белый король · e7 белый слон · g7 чёрный слон · h7 белый ферзь · a6 чёрная пешка · g6 чёрная ладья · h6 чёрный ферзь · a5 чёрная пешка · b5 чёрная пешка · d5 белый конь · f5 белая ладья · b4 белая пешка · c4 чёрный король · d3 белая ладья · e3 белая пешка · e2 белая пешка · g2 чёрная ладья · h1 белый слон | a8 белый король · e7 белый слон · g7 чёрный слон · h7 белый ферзь · a6 чёрная пешка · g6 чёрная ладья · h6 чёрный ферзь · a5 чёрная пешка · b5 чёрная пешка · d5 белый конь · f5 белая ладья · b4 белая пешка · c4 чёрный король · d3 белая ладья · e3 белая пешка · e2 белая пешка · g2 чёрная ладья · h1 белый слон | a8 белый король · e7 белый слон · g7 чёрный слон · h7 белый ферзь · a6 чёрная пешка · g6 чёрная ладья · h6 чёрный ферзь · a5 чёрная пешка · b5 чёрная пешка · d5 белый конь · f5 белая ладья · b4 белая пешка · c4 чёрный король · d3 белая ладья · e3 белая пешка · e2 белая пешка · g2 чёрная ладья · h1 белый слон | a8 белый король · e7 белый слон · g7 чёрный слон · h7 белый ферзь · a6 чёрная пешка · g6 чёрная ладья · h6 чёрный ферзь · a5 чёрная пешка · b5 чёрная пешка · d5 белый конь · f5 белая ладья · b4 белая пешка · c4 чёрный король · d3 белая ладья · e3 белая пешка · e2 белая пешка · g2 чёрная ладья · h1 белый слон | 5 |
| 4 | a8 белый король · e7 белый слон · g7 чёрный слон · h7 белый ферзь · a6 чёрная пешка · g6 чёрная ладья · h6 чёрный ферзь · a5 чёрная пешка · b5 чёрная пешка · d5 белый конь · f5 белая ладья · b4 белая пешка · c4 чёрный король · d3 белая ладья · e3 белая пешка · e2 белая пешка · g2 чёрная ладья · h1 белый слон | a8 белый король · e7 белый слон · g7 чёрный слон · h7 белый ферзь · a6 чёрная пешка · g6 чёрная ладья · h6 чёрный ферзь · a5 чёрная пешка · b5 чёрная пешка · d5 белый конь · f5 белая ладья · b4 белая пешка · c4 чёрный король · d3 белая ладья · e3 белая пешка · e2 белая пешка · g2 чёрная ладья · h1 белый слон | a8 белый король · e7 белый слон · g7 чёрный слон · h7 белый ферзь · a6 чёрная пешка · g6 чёрная ладья · h6 чёрный ферзь · a5 чёрная пешка · b5 чёрная пешка · d5 белый конь · f5 белая ладья · b4 белая пешка · c4 чёрный король · d3 белая ладья · e3 белая пешка · e2 белая пешка · g2 чёрная ладья · h1 белый слон | a8 белый король · e7 белый слон · g7 чёрный слон · h7 белый ферзь · a6 чёрная пешка · g6 чёрная ладья · h6 чёрный ферзь · a5 чёрная пешка · b5 чёрная пешка · d5 белый конь · f5 белая ладья · b4 белая пешка · c4 чёрный король · d3 белая ладья · e3 белая пешка · e2 белая пешка · g2 чёрная ладья · h1 белый слон | a8 белый король · e7 белый слон · g7 чёрный слон · h7 белый ферзь · a6 чёрная пешка · g6 чёрная ладья · h6 чёрный ферзь · a5 чёрная пешка · b5 чёрная пешка · d5 белый конь · f5 белая ладья · b4 белая пешка · c4 чёрный король · d3 белая ладья · e3 белая пешка · e2 белая пешка · g2 чёрная ладья · h1 белый слон | a8 белый король · e7 белый слон · g7 чёрный слон · h7 белый ферзь · a6 чёрная пешка · g6 чёрная ладья · h6 чёрный ферзь · a5 чёрная пешка · b5 чёрная пешка · d5 белый конь · f5 белая ладья · b4 белая пешка · c4 чёрный король · d3 белая ладья · e3 белая пешка · e2 белая пешка · g2 чёрная ладья · h1 белый слон | a8 белый король · e7 белый слон · g7 чёрный слон · h7 белый ферзь · a6 чёрная пешка · g6 чёрная ладья · h6 чёрный ферзь · a5 чёрная пешка · b5 чёрная пешка · d5 белый конь · f5 белая ладья · b4 белая пешка · c4 чёрный король · d3 белая ладья · e3 белая пешка · e2 белая пешка · g2 чёрная ладья · h1 белый слон | a8 белый король · e7 белый слон · g7 чёрный слон · h7 белый ферзь · a6 чёрная пешка · g6 чёрная ладья · h6 чёрный ферзь · a5 чёрная пешка · b5 чёрная пешка · d5 белый конь · f5 белая ладья · b4 белая пешка · c4 чёрный король · d3 белая ладья · e3 белая пешка · e2 белая пешка · g2 чёрная ладья · h1 белый слон | 4 |
| 3 | a8 белый король · e7 белый слон · g7 чёрный слон · h7 белый ферзь · a6 чёрная пешка · g6 чёрная ладья · h6 чёрный ферзь · a5 чёрная пешка · b5 чёрная пешка · d5 белый конь · f5 белая ладья · b4 белая пешка · c4 чёрный король · d3 белая ладья · e3 белая пешка · e2 белая пешка · g2 чёрная ладья · h1 белый слон | a8 белый король · e7 белый слон · g7 чёрный слон · h7 белый ферзь · a6 чёрная пешка · g6 чёрная ладья · h6 чёрный ферзь · a5 чёрная пешка · b5 чёрная пешка · d5 белый конь · f5 белая ладья · b4 белая пешка · c4 чёрный король · d3 белая ладья · e3 белая пешка · e2 белая пешка · g2 чёрная ладья · h1 белый слон | a8 белый король · e7 белый слон · g7 чёрный слон · h7 белый ферзь · a6 чёрная пешка · g6 чёрная ладья · h6 чёрный ферзь · a5 чёрная пешка · b5 чёрная пешка · d5 белый конь · f5 белая ладья · b4 белая пешка · c4 чёрный король · d3 белая ладья · e3 белая пешка · e2 белая пешка · g2 чёрная ладья · h1 белый слон | a8 белый король · e7 белый слон · g7 чёрный слон · h7 белый ферзь · a6 чёрная пешка · g6 чёрная ладья · h6 чёрный ферзь · a5 чёрная пешка · b5 чёрная пешка · d5 белый конь · f5 белая ладья · b4 белая пешка · c4 чёрный король · d3 белая ладья · e3 белая пешка · e2 белая пешка · g2 чёрная ладья · h1 белый слон | a8 белый король · e7 белый слон · g7 чёрный слон · h7 белый ферзь · a6 чёрная пешка · g6 чёрная ладья · h6 чёрный ферзь · a5 чёрная пешка · b5 чёрная пешка · d5 белый конь · f5 белая ладья · b4 белая пешка · c4 чёрный король · d3 белая ладья · e3 белая пешка · e2 белая пешка · g2 чёрная ладья · h1 белый слон | a8 белый король · e7 белый слон · g7 чёрный слон · h7 белый ферзь · a6 чёрная пешка · g6 чёрная ладья · h6 чёрный ферзь · a5 чёрная пешка · b5 чёрная пешка · d5 белый конь · f5 белая ладья · b4 белая пешка · c4 чёрный король · d3 белая ладья · e3 белая пешка · e2 белая пешка · g2 чёрная ладья · h1 белый слон | a8 белый король · e7 белый слон · g7 чёрный слон · h7 белый ферзь · a6 чёрная пешка · g6 чёрная ладья · h6 чёрный ферзь · a5 чёрная пешка · b5 чёрная пешка · d5 белый конь · f5 белая ладья · b4 белая пешка · c4 чёрный король · d3 белая ладья · e3 белая пешка · e2 белая пешка · g2 чёрная ладья · h1 белый слон | a8 белый король · e7 белый слон · g7 чёрный слон · h7 белый ферзь · a6 чёрная пешка · g6 чёрная ладья · h6 чёрный ферзь · a5 чёрная пешка · b5 чёрная пешка · d5 белый конь · f5 белая ладья · b4 белая пешка · c4 чёрный король · d3 белая ладья · e3 белая пешка · e2 белая пешка · g2 чёрная ладья · h1 белый слон | 3 |
| 2 | a8 белый король · e7 белый слон · g7 чёрный слон · h7 белый ферзь · a6 чёрная пешка · g6 чёрная ладья · h6 чёрный ферзь · a5 чёрная пешка · b5 чёрная пешка · d5 белый конь · f5 белая ладья · b4 белая пешка · c4 чёрный король · d3 белая ладья · e3 белая пешка · e2 белая пешка · g2 чёрная ладья · h1 белый слон | a8 белый король · e7 белый слон · g7 чёрный слон · h7 белый ферзь · a6 чёрная пешка · g6 чёрная ладья · h6 чёрный ферзь · a5 чёрная пешка · b5 чёрная пешка · d5 белый конь · f5 белая ладья · b4 белая пешка · c4 чёрный король · d3 белая ладья · e3 белая пешка · e2 белая пешка · g2 чёрная ладья · h1 белый слон | a8 белый король · e7 белый слон · g7 чёрный слон · h7 белый ферзь · a6 чёрная пешка · g6 чёрная ладья · h6 чёрный ферзь · a5 чёрная пешка · b5 чёрная пешка · d5 белый конь · f5 белая ладья · b4 белая пешка · c4 чёрный король · d3 белая ладья · e3 белая пешка · e2 белая пешка · g2 чёрная ладья · h1 белый слон | a8 белый король · e7 белый слон · g7 чёрный слон · h7 белый ферзь · a6 чёрная пешка · g6 чёрная ладья · h6 чёрный ферзь · a5 чёрная пешка · b5 чёрная пешка · d5 белый конь · f5 белая ладья · b4 белая пешка · c4 чёрный король · d3 белая ладья · e3 белая пешка · e2 белая пешка · g2 чёрная ладья · h1 белый слон | a8 белый король · e7 белый слон · g7 чёрный слон · h7 белый ферзь · a6 чёрная пешка · g6 чёрная ладья · h6 чёрный ферзь · a5 чёрная пешка · b5 чёрная пешка · d5 белый конь · f5 белая ладья · b4 белая пешка · c4 чёрный король · d3 белая ладья · e3 белая пешка · e2 белая пешка · g2 чёрная ладья · h1 белый слон | a8 белый король · e7 белый слон · g7 чёрный слон · h7 белый ферзь · a6 чёрная пешка · g6 чёрная ладья · h6 чёрный ферзь · a5 чёрная пешка · b5 чёрная пешка · d5 белый конь · f5 белая ладья · b4 белая пешка · c4 чёрный король · d3 белая ладья · e3 белая пешка · e2 белая пешка · g2 чёрная ладья · h1 белый слон | a8 белый король · e7 белый слон · g7 чёрный слон · h7 белый ферзь · a6 чёрная пешка · g6 чёрная ладья · h6 чёрный ферзь · a5 чёрная пешка · b5 чёрная пешка · d5 белый конь · f5 белая ладья · b4 белая пешка · c4 чёрный король · d3 белая ладья · e3 белая пешка · e2 белая пешка · g2 чёрная ладья · h1 белый слон | a8 белый король · e7 белый слон · g7 чёрный слон · h7 белый ферзь · a6 чёрная пешка · g6 чёрная ладья · h6 чёрный ферзь · a5 чёрная пешка · b5 чёрная пешка · d5 белый конь · f5 белая ладья · b4 белая пешка · c4 чёрный король · d3 белая ладья · e3 белая пешка · e2 белая пешка · g2 чёрная ладья · h1 белый слон | 2 |
| 1 | a8 белый король · e7 белый слон · g7 чёрный слон · h7 белый ферзь · a6 чёрная пешка · g6 чёрная ладья · h6 чёрный ферзь · a5 чёрная пешка · b5 чёрная пешка · d5 белый конь · f5 белая ладья · b4 белая пешка · c4 чёрный король · d3 белая ладья · e3 белая пешка · e2 белая пешка · g2 чёрная ладья · h1 белый слон | a8 белый король · e7 белый слон · g7 чёрный слон · h7 белый ферзь · a6 чёрная пешка · g6 чёрная ладья · h6 чёрный ферзь · a5 чёрная пешка · b5 чёрная пешка · d5 белый конь · f5 белая ладья · b4 белая пешка · c4 чёрный король · d3 белая ладья · e3 белая пешка · e2 белая пешка · g2 чёрная ладья · h1 белый слон | a8 белый король · e7 белый слон · g7 чёрный слон · h7 белый ферзь · a6 чёрная пешка · g6 чёрная ладья · h6 чёрный ферзь · a5 чёрная пешка · b5 чёрная пешка · d5 белый конь · f5 белая ладья · b4 белая пешка · c4 чёрный король · d3 белая ладья · e3 белая пешка · e2 белая пешка · g2 чёрная ладья · h1 белый слон | a8 белый король · e7 белый слон · g7 чёрный слон · h7 белый ферзь · a6 чёрная пешка · g6 чёрная ладья · h6 чёрный ферзь · a5 чёрная пешка · b5 чёрная пешка · d5 белый конь · f5 белая ладья · b4 белая пешка · c4 чёрный король · d3 белая ладья · e3 белая пешка · e2 белая пешка · g2 чёрная ладья · h1 белый слон | a8 белый король · e7 белый слон · g7 чёрный слон · h7 белый ферзь · a6 чёрная пешка · g6 чёрная ладья · h6 чёрный ферзь · a5 чёрная пешка · b5 чёрная пешка · d5 белый конь · f5 белая ладья · b4 белая пешка · c4 чёрный король · d3 белая ладья · e3 белая пешка · e2 белая пешка · g2 чёрная ладья · h1 белый слон | a8 белый король · e7 белый слон · g7 чёрный слон · h7 белый ферзь · a6 чёрная пешка · g6 чёрная ладья · h6 чёрный ферзь · a5 чёрная пешка · b5 чёрная пешка · d5 белый конь · f5 белая ладья · b4 белая пешка · c4 чёрный король · d3 белая ладья · e3 белая пешка · e2 белая пешка · g2 чёрная ладья · h1 белый слон | a8 белый король · e7 белый слон · g7 чёрный слон · h7 белый ферзь · a6 чёрная пешка · g6 чёрная ладья · h6 чёрный ферзь · a5 чёрная пешка · b5 чёрная пешка · d5 белый конь · f5 белая ладья · b4 белая пешка · c4 чёрный король · d3 белая ладья · e3 белая пешка · e2 белая пешка · g2 чёрная ладья · h1 белый слон | a8 белый король · e7 белый слон · g7 чёрный слон · h7 белый ферзь · a6 чёрная пешка · g6 чёрная ладья · h6 чёрный ферзь · a5 чёрная пешка · b5 чёрная пешка · d5 белый конь · f5 белая ладья · b4 белая пешка · c4 чёрный король · d3 белая ладья · e3 белая пешка · e2 белая пешка · g2 чёрная ладья · h1 белый слон | 1 |
|   | a | b | c | d | e | f | g | h |   |

Иллюзорная игра: 

1…Лf6 2.Лс3#, 1…Cf6 2.Kb6#.
Ложный след: 

1.Cf6? угроза 2.Лc3# (Kb6?), 

1…C:f6 2.Фc7#, 1…ab 2.Kb6#, 

но 1…Ф:е3!
Решение: 

1.Лf6! угроза 2.Kb6# (Лc3?), 

1…Л:f6 2.Фe4#, 1…Л:e2 2.Лc3#.
Антидуальный выбор угроз, перекрытия Гримшоу, Новотного, тема псевдо ле Гранд, нестандартные формы тем Рухлиса и Ханнелиуса. 
|   | a | b | c | d | e | f | g | h |   |
| - | --- | --- | --- | --- | --- | --- | --- | --- | - |
| 8 | a8 чёрный слон · f8 белый слон · a7 чёрный конь · e7 белая пешка · a6 чёрная ладья · c6 чёрный конь · d6 белый конь · h6 белый король · a5 чёрная пешка · e5 белая пешка · h5 белая ладья · a4 чёрная ладья · d4 чёрный король · g4 чёрная пешка · c3 белая ладья · b2 белая пешка · h1 белый слон | a8 чёрный слон · f8 белый слон · a7 чёрный конь · e7 белая пешка · a6 чёрная ладья · c6 чёрный конь · d6 белый конь · h6 белый король · a5 чёрная пешка · e5 белая пешка · h5 белая ладья · a4 чёрная ладья · d4 чёрный король · g4 чёрная пешка · c3 белая ладья · b2 белая пешка · h1 белый слон | a8 чёрный слон · f8 белый слон · a7 чёрный конь · e7 белая пешка · a6 чёрная ладья · c6 чёрный конь · d6 белый конь · h6 белый король · a5 чёрная пешка · e5 белая пешка · h5 белая ладья · a4 чёрная ладья · d4 чёрный король · g4 чёрная пешка · c3 белая ладья · b2 белая пешка · h1 белый слон | a8 чёрный слон · f8 белый слон · a7 чёрный конь · e7 белая пешка · a6 чёрная ладья · c6 чёрный конь · d6 белый конь · h6 белый король · a5 чёрная пешка · e5 белая пешка · h5 белая ладья · a4 чёрная ладья · d4 чёрный король · g4 чёрная пешка · c3 белая ладья · b2 белая пешка · h1 белый слон | a8 чёрный слон · f8 белый слон · a7 чёрный конь · e7 белая пешка · a6 чёрная ладья · c6 чёрный конь · d6 белый конь · h6 белый король · a5 чёрная пешка · e5 белая пешка · h5 белая ладья · a4 чёрная ладья · d4 чёрный король · g4 чёрная пешка · c3 белая ладья · b2 белая пешка · h1 белый слон | a8 чёрный слон · f8 белый слон · a7 чёрный конь · e7 белая пешка · a6 чёрная ладья · c6 чёрный конь · d6 белый конь · h6 белый король · a5 чёрная пешка · e5 белая пешка · h5 белая ладья · a4 чёрная ладья · d4 чёрный король · g4 чёрная пешка · c3 белая ладья · b2 белая пешка · h1 белый слон | a8 чёрный слон · f8 белый слон · a7 чёрный конь · e7 белая пешка · a6 чёрная ладья · c6 чёрный конь · d6 белый конь · h6 белый король · a5 чёрная пешка · e5 белая пешка · h5 белая ладья · a4 чёрная ладья · d4 чёрный король · g4 чёрная пешка · c3 белая ладья · b2 белая пешка · h1 белый слон | a8 чёрный слон · f8 белый слон · a7 чёрный конь · e7 белая пешка · a6 чёрная ладья · c6 чёрный конь · d6 белый конь · h6 белый король · a5 чёрная пешка · e5 белая пешка · h5 белая ладья · a4 чёрная ладья · d4 чёрный король · g4 чёрная пешка · c3 белая ладья · b2 белая пешка · h1 белый слон | 8 |
| 7 | a8 чёрный слон · f8 белый слон · a7 чёрный конь · e7 белая пешка · a6 чёрная ладья · c6 чёрный конь · d6 белый конь · h6 белый король · a5 чёрная пешка · e5 белая пешка · h5 белая ладья · a4 чёрная ладья · d4 чёрный король · g4 чёрная пешка · c3 белая ладья · b2 белая пешка · h1 белый слон | a8 чёрный слон · f8 белый слон · a7 чёрный конь · e7 белая пешка · a6 чёрная ладья · c6 чёрный конь · d6 белый конь · h6 белый король · a5 чёрная пешка · e5 белая пешка · h5 белая ладья · a4 чёрная ладья · d4 чёрный король · g4 чёрная пешка · c3 белая ладья · b2 белая пешка · h1 белый слон | a8 чёрный слон · f8 белый слон · a7 чёрный конь · e7 белая пешка · a6 чёрная ладья · c6 чёрный конь · d6 белый конь · h6 белый король · a5 чёрная пешка · e5 белая пешка · h5 белая ладья · a4 чёрная ладья · d4 чёрный король · g4 чёрная пешка · c3 белая ладья · b2 белая пешка · h1 белый слон | a8 чёрный слон · f8 белый слон · a7 чёрный конь · e7 белая пешка · a6 чёрная ладья · c6 чёрный конь · d6 белый конь · h6 белый король · a5 чёрная пешка · e5 белая пешка · h5 белая ладья · a4 чёрная ладья · d4 чёрный король · g4 чёрная пешка · c3 белая ладья · b2 белая пешка · h1 белый слон | a8 чёрный слон · f8 белый слон · a7 чёрный конь · e7 белая пешка · a6 чёрная ладья · c6 чёрный конь · d6 белый конь · h6 белый король · a5 чёрная пешка · e5 белая пешка · h5 белая ладья · a4 чёрная ладья · d4 чёрный король · g4 чёрная пешка · c3 белая ладья · b2 белая пешка · h1 белый слон | a8 чёрный слон · f8 белый слон · a7 чёрный конь · e7 белая пешка · a6 чёрная ладья · c6 чёрный конь · d6 белый конь · h6 белый король · a5 чёрная пешка · e5 белая пешка · h5 белая ладья · a4 чёрная ладья · d4 чёрный король · g4 чёрная пешка · c3 белая ладья · b2 белая пешка · h1 белый слон | a8 чёрный слон · f8 белый слон · a7 чёрный конь · e7 белая пешка · a6 чёрная ладья · c6 чёрный конь · d6 белый конь · h6 белый король · a5 чёрная пешка · e5 белая пешка · h5 белая ладья · a4 чёрная ладья · d4 чёрный король · g4 чёрная пешка · c3 белая ладья · b2 белая пешка · h1 белый слон | a8 чёрный слон · f8 белый слон · a7 чёрный конь · e7 белая пешка · a6 чёрная ладья · c6 чёрный конь · d6 белый конь · h6 белый король · a5 чёрная пешка · e5 белая пешка · h5 белая ладья · a4 чёрная ладья · d4 чёрный король · g4 чёрная пешка · c3 белая ладья · b2 белая пешка · h1 белый слон | 7 |
| 6 | a8 чёрный слон · f8 белый слон · a7 чёрный конь · e7 белая пешка · a6 чёрная ладья · c6 чёрный конь · d6 белый конь · h6 белый король · a5 чёрная пешка · e5 белая пешка · h5 белая ладья · a4 чёрная ладья · d4 чёрный король · g4 чёрная пешка · c3 белая ладья · b2 белая пешка · h1 белый слон | a8 чёрный слон · f8 белый слон · a7 чёрный конь · e7 белая пешка · a6 чёрная ладья · c6 чёрный конь · d6 белый конь · h6 белый король · a5 чёрная пешка · e5 белая пешка · h5 белая ладья · a4 чёрная ладья · d4 чёрный король · g4 чёрная пешка · c3 белая ладья · b2 белая пешка · h1 белый слон | a8 чёрный слон · f8 белый слон · a7 чёрный конь · e7 белая пешка · a6 чёрная ладья · c6 чёрный конь · d6 белый конь · h6 белый король · a5 чёрная пешка · e5 белая пешка · h5 белая ладья · a4 чёрная ладья · d4 чёрный король · g4 чёрная пешка · c3 белая ладья · b2 белая пешка · h1 белый слон | a8 чёрный слон · f8 белый слон · a7 чёрный конь · e7 белая пешка · a6 чёрная ладья · c6 чёрный конь · d6 белый конь · h6 белый король · a5 чёрная пешка · e5 белая пешка · h5 белая ладья · a4 чёрная ладья · d4 чёрный король · g4 чёрная пешка · c3 белая ладья · b2 белая пешка · h1 белый слон | a8 чёрный слон · f8 белый слон · a7 чёрный конь · e7 белая пешка · a6 чёрная ладья · c6 чёрный конь · d6 белый конь · h6 белый король · a5 чёрная пешка · e5 белая пешка · h5 белая ладья · a4 чёрная ладья · d4 чёрный король · g4 чёрная пешка · c3 белая ладья · b2 белая пешка · h1 белый слон | a8 чёрный слон · f8 белый слон · a7 чёрный конь · e7 белая пешка · a6 чёрная ладья · c6 чёрный конь · d6 белый конь · h6 белый король · a5 чёрная пешка · e5 белая пешка · h5 белая ладья · a4 чёрная ладья · d4 чёрный король · g4 чёрная пешка · c3 белая ладья · b2 белая пешка · h1 белый слон | a8 чёрный слон · f8 белый слон · a7 чёрный конь · e7 белая пешка · a6 чёрная ладья · c6 чёрный конь · d6 белый конь · h6 белый король · a5 чёрная пешка · e5 белая пешка · h5 белая ладья · a4 чёрная ладья · d4 чёрный король · g4 чёрная пешка · c3 белая ладья · b2 белая пешка · h1 белый слон | a8 чёрный слон · f8 белый слон · a7 чёрный конь · e7 белая пешка · a6 чёрная ладья · c6 чёрный конь · d6 белый конь · h6 белый король · a5 чёрная пешка · e5 белая пешка · h5 белая ладья · a4 чёрная ладья · d4 чёрный король · g4 чёрная пешка · c3 белая ладья · b2 белая пешка · h1 белый слон | 6 |
| 5 | a8 чёрный слон · f8 белый слон · a7 чёрный конь · e7 белая пешка · a6 чёрная ладья · c6 чёрный конь · d6 белый конь · h6 белый король · a5 чёрная пешка · e5 белая пешка · h5 белая ладья · a4 чёрная ладья · d4 чёрный король · g4 чёрная пешка · c3 белая ладья · b2 белая пешка · h1 белый слон | a8 чёрный слон · f8 белый слон · a7 чёрный конь · e7 белая пешка · a6 чёрная ладья · c6 чёрный конь · d6 белый конь · h6 белый король · a5 чёрная пешка · e5 белая пешка · h5 белая ладья · a4 чёрная ладья · d4 чёрный король · g4 чёрная пешка · c3 белая ладья · b2 белая пешка · h1 белый слон | a8 чёрный слон · f8 белый слон · a7 чёрный конь · e7 белая пешка · a6 чёрная ладья · c6 чёрный конь · d6 белый конь · h6 белый король · a5 чёрная пешка · e5 белая пешка · h5 белая ладья · a4 чёрная ладья · d4 чёрный король · g4 чёрная пешка · c3 белая ладья · b2 белая пешка · h1 белый слон | a8 чёрный слон · f8 белый слон · a7 чёрный конь · e7 белая пешка · a6 чёрная ладья · c6 чёрный конь · d6 белый конь · h6 белый король · a5 чёрная пешка · e5 белая пешка · h5 белая ладья · a4 чёрная ладья · d4 чёрный король · g4 чёрная пешка · c3 белая ладья · b2 белая пешка · h1 белый слон | a8 чёрный слон · f8 белый слон · a7 чёрный конь · e7 белая пешка · a6 чёрная ладья · c6 чёрный конь · d6 белый конь · h6 белый король · a5 чёрная пешка · e5 белая пешка · h5 белая ладья · a4 чёрная ладья · d4 чёрный король · g4 чёрная пешка · c3 белая ладья · b2 белая пешка · h1 белый слон | a8 чёрный слон · f8 белый слон · a7 чёрный конь · e7 белая пешка · a6 чёрная ладья · c6 чёрный конь · d6 белый конь · h6 белый король · a5 чёрная пешка · e5 белая пешка · h5 белая ладья · a4 чёрная ладья · d4 чёрный король · g4 чёрная пешка · c3 белая ладья · b2 белая пешка · h1 белый слон | a8 чёрный слон · f8 белый слон · a7 чёрный конь · e7 белая пешка · a6 чёрная ладья · c6 чёрный конь · d6 белый конь · h6 белый король · a5 чёрная пешка · e5 белая пешка · h5 белая ладья · a4 чёрная ладья · d4 чёрный король · g4 чёрная пешка · c3 белая ладья · b2 белая пешка · h1 белый слон | a8 чёрный слон · f8 белый слон · a7 чёрный конь · e7 белая пешка · a6 чёрная ладья · c6 чёрный конь · d6 белый конь · h6 белый король · a5 чёрная пешка · e5 белая пешка · h5 белая ладья · a4 чёрная ладья · d4 чёрный король · g4 чёрная пешка · c3 белая ладья · b2 белая пешка · h1 белый слон | 5 |
| 4 | a8 чёрный слон · f8 белый слон · a7 чёрный конь · e7 белая пешка · a6 чёрная ладья · c6 чёрный конь · d6 белый конь · h6 белый король · a5 чёрная пешка · e5 белая пешка · h5 белая ладья · a4 чёрная ладья · d4 чёрный король · g4 чёрная пешка · c3 белая ладья · b2 белая пешка · h1 белый слон | a8 чёрный слон · f8 белый слон · a7 чёрный конь · e7 белая пешка · a6 чёрная ладья · c6 чёрный конь · d6 белый конь · h6 белый король · a5 чёрная пешка · e5 белая пешка · h5 белая ладья · a4 чёрная ладья · d4 чёрный король · g4 чёрная пешка · c3 белая ладья · b2 белая пешка · h1 белый слон | a8 чёрный слон · f8 белый слон · a7 чёрный конь · e7 белая пешка · a6 чёрная ладья · c6 чёрный конь · d6 белый конь · h6 белый король · a5 чёрная пешка · e5 белая пешка · h5 белая ладья · a4 чёрная ладья · d4 чёрный король · g4 чёрная пешка · c3 белая ладья · b2 белая пешка · h1 белый слон | a8 чёрный слон · f8 белый слон · a7 чёрный конь · e7 белая пешка · a6 чёрная ладья · c6 чёрный конь · d6 белый конь · h6 белый король · a5 чёрная пешка · e5 белая пешка · h5 белая ладья · a4 чёрная ладья · d4 чёрный король · g4 чёрная пешка · c3 белая ладья · b2 белая пешка · h1 белый слон | a8 чёрный слон · f8 белый слон · a7 чёрный конь · e7 белая пешка · a6 чёрная ладья · c6 чёрный конь · d6 белый конь · h6 белый король · a5 чёрная пешка · e5 белая пешка · h5 белая ладья · a4 чёрная ладья · d4 чёрный король · g4 чёрная пешка · c3 белая ладья · b2 белая пешка · h1 белый слон | a8 чёрный слон · f8 белый слон · a7 чёрный конь · e7 белая пешка · a6 чёрная ладья · c6 чёрный конь · d6 белый конь · h6 белый король · a5 чёрная пешка · e5 белая пешка · h5 белая ладья · a4 чёрная ладья · d4 чёрный король · g4 чёрная пешка · c3 белая ладья · b2 белая пешка · h1 белый слон | a8 чёрный слон · f8 белый слон · a7 чёрный конь · e7 белая пешка · a6 чёрная ладья · c6 чёрный конь · d6 белый конь · h6 белый король · a5 чёрная пешка · e5 белая пешка · h5 белая ладья · a4 чёрная ладья · d4 чёрный король · g4 чёрная пешка · c3 белая ладья · b2 белая пешка · h1 белый слон | a8 чёрный слон · f8 белый слон · a7 чёрный конь · e7 белая пешка · a6 чёрная ладья · c6 чёрный конь · d6 белый конь · h6 белый король · a5 чёрная пешка · e5 белая пешка · h5 белая ладья · a4 чёрная ладья · d4 чёрный король · g4 чёрная пешка · c3 белая ладья · b2 белая пешка · h1 белый слон | 4 |
| 3 | a8 чёрный слон · f8 белый слон · a7 чёрный конь · e7 белая пешка · a6 чёрная ладья · c6 чёрный конь · d6 белый конь · h6 белый король · a5 чёрная пешка · e5 белая пешка · h5 белая ладья · a4 чёрная ладья · d4 чёрный король · g4 чёрная пешка · c3 белая ладья · b2 белая пешка · h1 белый слон | a8 чёрный слон · f8 белый слон · a7 чёрный конь · e7 белая пешка · a6 чёрная ладья · c6 чёрный конь · d6 белый конь · h6 белый король · a5 чёрная пешка · e5 белая пешка · h5 белая ладья · a4 чёрная ладья · d4 чёрный король · g4 чёрная пешка · c3 белая ладья · b2 белая пешка · h1 белый слон | a8 чёрный слон · f8 белый слон · a7 чёрный конь · e7 белая пешка · a6 чёрная ладья · c6 чёрный конь · d6 белый конь · h6 белый король · a5 чёрная пешка · e5 белая пешка · h5 белая ладья · a4 чёрная ладья · d4 чёрный король · g4 чёрная пешка · c3 белая ладья · b2 белая пешка · h1 белый слон | a8 чёрный слон · f8 белый слон · a7 чёрный конь · e7 белая пешка · a6 чёрная ладья · c6 чёрный конь · d6 белый конь · h6 белый король · a5 чёрная пешка · e5 белая пешка · h5 белая ладья · a4 чёрная ладья · d4 чёрный король · g4 чёрная пешка · c3 белая ладья · b2 белая пешка · h1 белый слон | a8 чёрный слон · f8 белый слон · a7 чёрный конь · e7 белая пешка · a6 чёрная ладья · c6 чёрный конь · d6 белый конь · h6 белый король · a5 чёрная пешка · e5 белая пешка · h5 белая ладья · a4 чёрная ладья · d4 чёрный король · g4 чёрная пешка · c3 белая ладья · b2 белая пешка · h1 белый слон | a8 чёрный слон · f8 белый слон · a7 чёрный конь · e7 белая пешка · a6 чёрная ладья · c6 чёрный конь · d6 белый конь · h6 белый король · a5 чёрная пешка · e5 белая пешка · h5 белая ладья · a4 чёрная ладья · d4 чёрный король · g4 чёрная пешка · c3 белая ладья · b2 белая пешка · h1 белый слон | a8 чёрный слон · f8 белый слон · a7 чёрный конь · e7 белая пешка · a6 чёрная ладья · c6 чёрный конь · d6 белый конь · h6 белый король · a5 чёрная пешка · e5 белая пешка · h5 белая ладья · a4 чёрная ладья · d4 чёрный король · g4 чёрная пешка · c3 белая ладья · b2 белая пешка · h1 белый слон | a8 чёрный слон · f8 белый слон · a7 чёрный конь · e7 белая пешка · a6 чёрная ладья · c6 чёрный конь · d6 белый конь · h6 белый король · a5 чёрная пешка · e5 белая пешка · h5 белая ладья · a4 чёрная ладья · d4 чёрный король · g4 чёрная пешка · c3 белая ладья · b2 белая пешка · h1 белый слон | 3 |
| 2 | a8 чёрный слон · f8 белый слон · a7 чёрный конь · e7 белая пешка · a6 чёрная ладья · c6 чёрный конь · d6 белый конь · h6 белый король · a5 чёрная пешка · e5 белая пешка · h5 белая ладья · a4 чёрная ладья · d4 чёрный король · g4 чёрная пешка · c3 белая ладья · b2 белая пешка · h1 белый слон | a8 чёрный слон · f8 белый слон · a7 чёрный конь · e7 белая пешка · a6 чёрная ладья · c6 чёрный конь · d6 белый конь · h6 белый король · a5 чёрная пешка · e5 белая пешка · h5 белая ладья · a4 чёрная ладья · d4 чёрный король · g4 чёрная пешка · c3 белая ладья · b2 белая пешка · h1 белый слон | a8 чёрный слон · f8 белый слон · a7 чёрный конь · e7 белая пешка · a6 чёрная ладья · c6 чёрный конь · d6 белый конь · h6 белый король · a5 чёрная пешка · e5 белая пешка · h5 белая ладья · a4 чёрная ладья · d4 чёрный король · g4 чёрная пешка · c3 белая ладья · b2 белая пешка · h1 белый слон | a8 чёрный слон · f8 белый слон · a7 чёрный конь · e7 белая пешка · a6 чёрная ладья · c6 чёрный конь · d6 белый конь · h6 белый король · a5 чёрная пешка · e5 белая пешка · h5 белая ладья · a4 чёрная ладья · d4 чёрный король · g4 чёрная пешка · c3 белая ладья · b2 белая пешка · h1 белый слон | a8 чёрный слон · f8 белый слон · a7 чёрный конь · e7 белая пешка · a6 чёрная ладья · c6 чёрный конь · d6 белый конь · h6 белый король · a5 чёрная пешка · e5 белая пешка · h5 белая ладья · a4 чёрная ладья · d4 чёрный король · g4 чёрная пешка · c3 белая ладья · b2 белая пешка · h1 белый слон | a8 чёрный слон · f8 белый слон · a7 чёрный конь · e7 белая пешка · a6 чёрная ладья · c6 чёрный конь · d6 белый конь · h6 белый король · a5 чёрная пешка · e5 белая пешка · h5 белая ладья · a4 чёрная ладья · d4 чёрный король · g4 чёрная пешка · c3 белая ладья · b2 белая пешка · h1 белый слон | a8 чёрный слон · f8 белый слон · a7 чёрный конь · e7 белая пешка · a6 чёрная ладья · c6 чёрный конь · d6 белый конь · h6 белый король · a5 чёрная пешка · e5 белая пешка · h5 белая ладья · a4 чёрная ладья · d4 чёрный король · g4 чёрная пешка · c3 белая ладья · b2 белая пешка · h1 белый слон | a8 чёрный слон · f8 белый слон · a7 чёрный конь · e7 белая пешка · a6 чёрная ладья · c6 чёрный конь · d6 белый конь · h6 белый король · a5 чёрная пешка · e5 белая пешка · h5 белая ладья · a4 чёрная ладья · d4 чёрный король · g4 чёрная пешка · c3 белая ладья · b2 белая пешка · h1 белый слон | 2 |
| 1 | a8 чёрный слон · f8 белый слон · a7 чёрный конь · e7 белая пешка · a6 чёрная ладья · c6 чёрный конь · d6 белый конь · h6 белый король · a5 чёрная пешка · e5 белая пешка · h5 белая ладья · a4 чёрная ладья · d4 чёрный король · g4 чёрная пешка · c3 белая ладья · b2 белая пешка · h1 белый слон | a8 чёрный слон · f8 белый слон · a7 чёрный конь · e7 белая пешка · a6 чёрная ладья · c6 чёрный конь · d6 белый конь · h6 белый король · a5 чёрная пешка · e5 белая пешка · h5 белая ладья · a4 чёрная ладья · d4 чёрный король · g4 чёрная пешка · c3 белая ладья · b2 белая пешка · h1 белый слон | a8 чёрный слон · f8 белый слон · a7 чёрный конь · e7 белая пешка · a6 чёрная ладья · c6 чёрный конь · d6 белый конь · h6 белый король · a5 чёрная пешка · e5 белая пешка · h5 белая ладья · a4 чёрная ладья · d4 чёрный король · g4 чёрная пешка · c3 белая ладья · b2 белая пешка · h1 белый слон | a8 чёрный слон · f8 белый слон · a7 чёрный конь · e7 белая пешка · a6 чёрная ладья · c6 чёрный конь · d6 белый конь · h6 белый король · a5 чёрная пешка · e5 белая пешка · h5 белая ладья · a4 чёрная ладья · d4 чёрный король · g4 чёрная пешка · c3 белая ладья · b2 белая пешка · h1 белый слон | a8 чёрный слон · f8 белый слон · a7 чёрный конь · e7 белая пешка · a6 чёрная ладья · c6 чёрный конь · d6 белый конь · h6 белый король · a5 чёрная пешка · e5 белая пешка · h5 белая ладья · a4 чёрная ладья · d4 чёрный король · g4 чёрная пешка · c3 белая ладья · b2 белая пешка · h1 белый слон | a8 чёрный слон · f8 белый слон · a7 чёрный конь · e7 белая пешка · a6 чёрная ладья · c6 чёрный конь · d6 белый конь · h6 белый король · a5 чёрная пешка · e5 белая пешка · h5 белая ладья · a4 чёрная ладья · d4 чёрный король · g4 чёрная пешка · c3 белая ладья · b2 белая пешка · h1 белый слон | a8 чёрный слон · f8 белый слон · a7 чёрный конь · e7 белая пешка · a6 чёрная ладья · c6 чёрный конь · d6 белый конь · h6 белый король · a5 чёрная пешка · e5 белая пешка · h5 белая ладья · a4 чёрная ладья · d4 чёрный король · g4 чёрная пешка · c3 белая ладья · b2 белая пешка · h1 белый слон | a8 чёрный слон · f8 белый слон · a7 чёрный конь · e7 белая пешка · a6 чёрная ладья · c6 чёрный конь · d6 белый конь · h6 белый король · a5 чёрная пешка · e5 белая пешка · h5 белая ладья · a4 чёрная ладья · d4 чёрный король · g4 чёрная пешка · c3 белая ладья · b2 белая пешка · h1 белый слон | 1 |
|   | a | b | c | d | e | f | g | h |   |

1.e8Ф? угроза 2.Kf5#, 

1…Kc~ 2.Ф:a4#, 1…K:e5 2.Ф:e5#, 

но 1…Kb4!
1.Cg7? угроза 2.Kf5#, 

1…Kc~ 2.e6#, 1…K:e5 2.C:e5#, 

но 1…Лс4!
1.e6! угроза 2.Лd5#, 

1…Kc~ 2.Cg7#, 1.Ke5 2.Kf5#.
Темы Загоруйко, Салазара, Домбровскиса. 